# Battle (East Sussex)
Battle é uma cidade e paróquia civil localizada no condado de East Sussex, na região sudeste da Inglaterra. Fica a 79 quilômetros ao sul sudeste de Londres. Em 2007, a paróquia civil possuía uma população de 6 171 habitantes.
É o local da Batalha de Hastings, onde Guilherme, Duque da Normandia, derrotou o rei Haroldo II, e se tornou Guilherme I, em 1066.
Tom Chaplin, Tim Rice-Oxley e Richard Hughes da banda de rock alternativo chamada Keane cresceram em Battle, a banda faz referencia a cidade em duas músicas "Sovereign Light Café" do álbum Strangeland e "Somewhere Only We Know" do álbum de estréia "Hopes and Fears".